# Carassius auratus

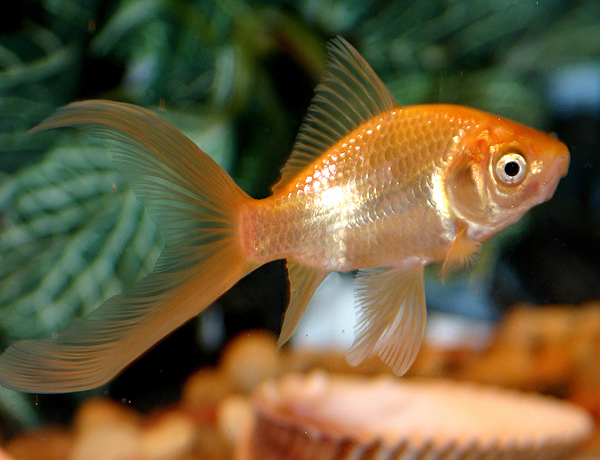
Um cauda-de-cometa.

Acasalamento

Carassius auratus Linnaeus, 1758, conhecido pelos nomes comuns de peixe-japonês, peixinho-dourado, peixe-vermelho ou pimpão-encarnado (ou ainda quinguio no Brasil, do japonês kingyo ou kinguio), é uma espécie de pequenos peixes de água doce pertencente à família dos ciprinídeos (Cyprinidae), a que pertencem as carpas. Foi uma das primeiras espécies de peixes a ser domesticada e é ainda um dos peixes de aquário mais comuns no mundo inteiro.

## Descrição
É uma variedade domesticada de uma carpa cinzenta-escura nativa da Ásia oriental. Foi domesticada, pela primeira vez, na China, e foi introduzida na Europa no final do século XVII. Tem muita variedade de tamanho, forma, configuração de nadadeira e cor (várias combinações de branco, amarelo, alaranjado, vermelho, marrom, e preto).é muito famoso no mundo todo graças as suas variedades e cores. Pode crescer até aos 59 cm e um máximo de 3 kg, ainda que tais valores sejam muito raros: a maior parte dos espécimes não atinge metade destas medidas. É ovíparo.
Existe a ideia de que o peixe-vermelho tem uma memória muito curta podendo só se lembrar do que aconteceu 3 segundos atrás. Esta ideia é falsa. Existem argumentos que defendem que o peixe-vermelho pode chegar a reconhecer o seu dono (aquele que lhe dá comida).
Além das designações comuns já supra mencionadas, também dá pelos nomes comuns de peixe-dourado, peixe-encarnado, ruivaca e peixe-da-china. É parente próximo do pimpão (Carassius carassius), que se encontra em Portugal e outros países da Europa, onde é uma espécie introduzida, mas distingue-se deste porque o pimpão não tem a coloração avermelhada ou dourada típica (e que dá os nomes comuns) do Carassius auratus.

## Criação em aquário
Embora seja uma espécie muito popular sua manutenção é menosprezada, embora necessite de um aquário de volume de 120 litros, no mínimo, adicionando-se cerca de 30 litros para cada novo kinguio introduzido, as pessoas ainda insistem em mantê-lo em recipientes de tamanho inadequado. O que é um erro grave, pois este peixe pode atingir até 20 anos de vida se bem tratado.
Um aquário deve ser especial para manter esta espécie, tendo pH moderadamente alcalino, em torno de 7,2 a 7,6.
O aquário ideal para um kinguio deve possuir filtragem mais eficiente que o normal, cerca de 10 vezes o volume do aquário por hora, nunca utilizando o filtro biológico de fundo, que além de ultrapassado não supre as altas exigências de filtragem desta espécie, que produz muita sujeira. Preferem-se os modelos de filtragem externos, independentemente do tipo, seja "hang-on", "canister", "sump", etc, desde que se observe a eficiência em litros/hora.
Além do mais são dos poucos peixes de água fria disponíveis para aquarismo, o que não quer dizer que podemos economizar com aquecedor. O ideal é sempre utilizar um aquecedor com termostato, pois em um aquário podem ocorrer mudanças muito bruscas de temperatura, que são prejudiciais a qualquer peixe, mas evitadas pelo sistema de termostato.
Enfeites de aquário grandes não são aconselháveis para aquários com kinguios, pois eles geralmente se machucam com eles, e devem ter bastante espaço para poderem nadar. É essencial ter areia (de preferência grossa) como substrato, pois ele mexem no fundo e podem engasgar-se com cascalho.